# Celowniczy

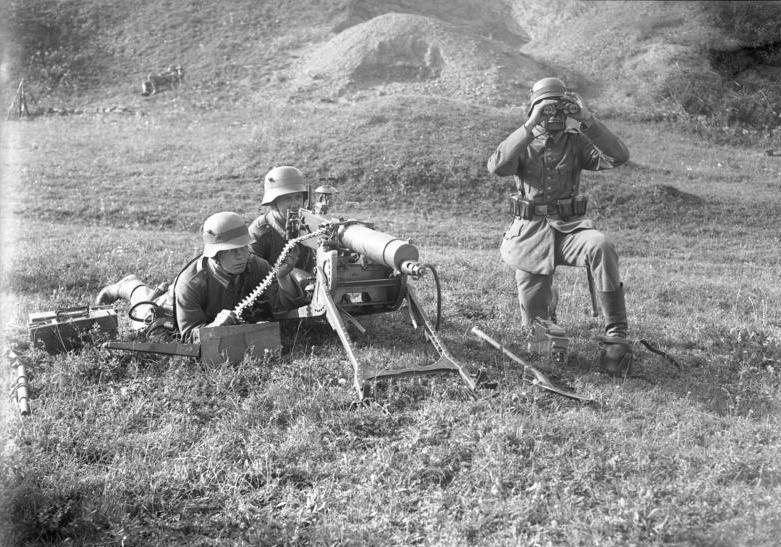
Obsługa karabinu maszynowego MG08. Od lewej: ładowniczy, celowniczy, dowódca.

Celowniczy – żołnierz odpowiedzialny za celowanie i prowadzenie ognia z broni wymagającej obsługi przez więcej niż jedną osobę.
- W piechocie: żołnierz wchodzący w skład obsługi zespołowej broni strzeleckiej (np. karabinu maszynowego) spełniający podstawową funkcję przy jej obsługiwaniu:  przenosi broń, a w trakcie walki naprowadza ją na cel oraz prowadzi ogień. Dodatkowo wespół z asystującym mu ładowniczym może usuwać zacięcia, oraz przeładowywać broń.
- W artylerii: żołnierz wchodzący w skład obsługi pojedynczego artyleryjskiego środka walki (działonu), wykonujący wszystkie czynności, dotyczące nastawiania przyrządów celowniczych i celowania[1]
- W wojskach pancernych: członek załogi wozu bojowego (np. czołgu), odpowiednik celowniczego w artylerii. W przypadku gdy załoga pojazdu liczy tylko 3 osoby, funkcję celowniczego jak i ładowniczego pełni zbiorczo działonowy.